# Thongkam Kingmanee
Thongkam Kingmanee (Thai: ทองคำ กิ่งมณี; * 1941) ist eine ehemalige thailändische Badmintonspielerin. Sie war eine der bedeutendsten Akteurinnen der späten 1960er und 1970er Jahre in dieser Sportart in Thailand.

## Karriere
1966 erkämpfte sie sich ihren ersten nationalen Titel in Thailand, als sie im Doppel mit Sumol Chanklum erfolgreich war. Den Titel verteidigten beide 1967, wobei Kingmanee in diesem Jahr auch erstmals die Einzelwertung gewann. Nach einem titellosen 1968 war sie im Folgejahr wieder sowohl im Einzel als auch im Doppel mit Pachara Pattabongse erfolgreich. Auch 1971 siegte sie in beiden Disziplinen. Drei Einzeltitel in Folge konnte sie von 1973 bis 1975 erkämpfen, ehe es 1978 letztmals zu einem Einzeltitel reichte. Die Doppelwertung konnte sie sechsmal in Folge für sich entscheiden. Im Mixed war sie 1973 und 1975 mit Pornchai Sakuntaniyom erfolgreich.
International gewann sie 1970 die Silbermedaille bei den Asienspielen im Einzel hinter Hiroe Yuki und Bronze mit Sirisriro Patama 1978 im Damendoppel. 1971 holte sie Gold bei den Südostasienspielen mit Pachara Pattabongse im Damendoppel und Silber im Einzel hinter Rosalind Singha Ang.